# Stamboom George Victor van Waldeck-Pyrmont (1831-1893)
Dit is de stamboom van George Victor van Waldeck-Pyrmont (1831-1893).
| Stamboom George Victor van Waldeck-Pyrmont (1831-1893) | Stamboom George Victor van Waldeck-Pyrmont (1831-1893)                                                | Stamboom George Victor van Waldeck-Pyrmont (1831-1893)                                                | Stamboom George Victor van Waldeck-Pyrmont (1831-1893)                                                | Stamboom George Victor van Waldeck-Pyrmont (1831-1893)                                                | Stamboom George Victor van Waldeck-Pyrmont (1831-1893)                                                          | Stamboom George Victor van Waldeck-Pyrmont (1831-1893)                                                          | Stamboom George Victor van Waldeck-Pyrmont (1831-1893)                                                          | Stamboom George Victor van Waldeck-Pyrmont (1831-1893)                                                          |
| ------------------------------------------------------ | --- | --- | --- | --- | --- | --- | --- | --- |
| Grootouders                                            | George I van Waldeck-Pyrmont (1747-1813) x Augusta van Schwarzburg-Ebeleben (1766-1849)               | George I van Waldeck-Pyrmont (1747-1813) x Augusta van Schwarzburg-Ebeleben (1766-1849)               | George I van Waldeck-Pyrmont (1747-1813) x Augusta van Schwarzburg-Ebeleben (1766-1849)               | George I van Waldeck-Pyrmont (1747-1813) x Augusta van Schwarzburg-Ebeleben (1766-1849)               | Victor II van Anhalt-Bernburg-Schaumburg-Hoym (1767-1812) x 1793 Prinses Amalie van Nassau-Weilberg (1776-1841) | Victor II van Anhalt-Bernburg-Schaumburg-Hoym (1767-1812) x 1793 Prinses Amalie van Nassau-Weilberg (1776-1841) | Victor II van Anhalt-Bernburg-Schaumburg-Hoym (1767-1812) x 1793 Prinses Amalie van Nassau-Weilberg (1776-1841) | Victor II van Anhalt-Bernburg-Schaumburg-Hoym (1767-1812) x 1793 Prinses Amalie van Nassau-Weilberg (1776-1841) |
| Ouders                                                 | George II van Waldeck-Pyrmont (1789-1845) x 1823 Emma van Anhalt-Bernburg-Schaumburg-Hoym (1802-1858) | George II van Waldeck-Pyrmont (1789-1845) x 1823 Emma van Anhalt-Bernburg-Schaumburg-Hoym (1802-1858) | George II van Waldeck-Pyrmont (1789-1845) x 1823 Emma van Anhalt-Bernburg-Schaumburg-Hoym (1802-1858) | George II van Waldeck-Pyrmont (1789-1845) x 1823 Emma van Anhalt-Bernburg-Schaumburg-Hoym (1802-1858) | George II van Waldeck-Pyrmont (1789-1845) x 1823 Emma van Anhalt-Bernburg-Schaumburg-Hoym (1802-1858)           | George II van Waldeck-Pyrmont (1789-1845) x 1823 Emma van Anhalt-Bernburg-Schaumburg-Hoym (1802-1858)           | George II van Waldeck-Pyrmont (1789-1845) x 1823 Emma van Anhalt-Bernburg-Schaumburg-Hoym (1802-1858)           | George II van Waldeck-Pyrmont (1789-1845) x 1823 Emma van Anhalt-Bernburg-Schaumburg-Hoym (1802-1858)           |
| George Victor van Waldeck-Pyrmont (1831-1893)          | | | | | | | | |
| Gehuwd met                                             | x 1853 Helena van Nassau (1831-1888)                                                                  | x 1853 Helena van Nassau (1831-1888)                                                                  | x 1853 Helena van Nassau (1831-1888)                                                                  | x 1853 Helena van Nassau (1831-1888)                                                                  | x 1853 Helena van Nassau (1831-1888)                                                                            | x 1853 Helena van Nassau (1831-1888)                                                                            | x 1853 Helena van Nassau (1831-1888)                                                                            | x 1891 Louise van Sleeswijk-Holstein-Sonderburg-Glücksburg (1858-1936)                                          |
| Kinderen                                               | Sophie (1854-1869)                                                                                    | Pauline (1855-1881) x Alexis zu Bentheim und Steinfurt                                                | Marie (1857-1882) x Willem II van Württemberg (1848-1921)                                             | Emma (1858-1934) x 1879 Willem III van Nederland (1817-1890)                                          | Helena (1861-1922) x Leopold van Saksen-Coburg-Gotha                                                            | Frederik (1865-1946) x 1895 Bathildis van Schaumburg-Lippe                                                      | Elisabeth (1873-1900) x Alexander zu Erbach-Schönberg                                                           | Walraad (1892-1914)                                                                                             |
| Kleinkinderen                                          | - | ? | Pauline (1877-1965) Ulrich (1880) doodgeboren kind (1882)                                             | Wilhelmina (1880-1962)                                                                                | Karel Eduard (1884-1954)                                                                                        | 3 zoons 1 dochter                                                                                               | ? | ? |